# Pakleni val
Pakleni val (eng. Point Break) je američki akcijski film iz 1991. godine.
Redateljica je Kathryn Bigelow, a glavne uloge tumače Keanu Reeves, Patrick Swayze, Lori Petty, i Gary Busey.
Film je bio vrlo uspješan na blagajnama; stekao je kultni status nakon čega je uslijedilo izdavanje na formatima VHS, kasnije DVD i Blu-ray.

## Radnja filma
Johnny Utah (Keanu Reeves) je novak FBI-a, agent i bivši vođa navale Ohio Statea. On i njegov prijatelj, veteran Angelo Pappas (Gary Busey), istražuju niz pljački banaka koje je izvela banda poznata pod imenom "Ex-Presidents" (tijekom svojih pljački koriste maske bivših američkih predsjednika Ronalda Reagana, Richarda Nixona, Lyndona B. Johnsona i Jimmyja Cartera da prikriju svoje prave identitete).
Slijedeći Angelovu teoriju da su kriminalci surferi, Johnny odlazi na tajni zadatak s ciljem da se infiltrira u zajednicu surfera. Ne poznavajući surfanje i njihov način života, nagovori djevojku Tyler Endicott (Lori Petty), da ga nauči surfati. Nakon nekog vremena Johnny razvija kompleksno prijateljstvo s Bodhijem (Patrick Swayze), karizmatičnim vođom bande surfera, Roachom (James LeGros), Grommetom (Bojesse Christopher) i Nathanielom (John Philbin), koji prihvaćaju Johnnyja kad shvate da je bivša zvijezda američkog nogometa. Nakon što usvoji umijeće surfanja, Johnny shvaća da ga snažno privlači surferski način života nabijen adrenalinom, Bodhijeva filozofija i Tyler.
Slijedeći trag pronađen analizom toksina nađenih u kosi jednog od pljačkaša, Johnny i Angelo izvrše prepad na drugu bandu surfera. Ispostavlja se da ti kriminalci ne pripadaju bandi "Ex-Presidents", te napad nenamjerno uništi tajnu operaciju DEA-e.
Promatrajući Bodhijevu grupu dok surfa, Johnny posumnja da su oni banda "Ex-Presidents", primijetivši kako je grupa bliska te način na koji se jedan od njih ponaša (pokazuje golu stražnjicu kao i pljačkaš u sceni prve pljačke banke). On slijedi Bodhija i njegove sumnje bivaju potvrđene kad vidi Bodhija i Roacha kako promatraju banku. Johnny i Angelo nadziru banku i banda "Ex-Presidents" se pojavljuje. Bodhi (maskiran cijelo vrijeme) vodi Johnnyja u potjeru preko cijelog susjedstva, koja kulminira kad Johnny skoči u kanal što uzrokuje da se njegova stara sportska ozljeda ponovo razbukta. Usprkos tome što može pucati na Bodhija (fiksirajući ga), Johnny se ne može prisiliti na puca i Bodhi uspijeva pobjeći.
Bodhi natjera Johnyja na skok padobranom s njim i njegovim prijateljima. Johnny, koji još uvijek nema dokaza protiv Bodhija, pristaje. Nakon skoka Bodhi otkrije da zna da je Johnny agent FBI-a i da je uredio da njegov prijatelj Rosie (Lee Tergesen) zatoči Tyler (Bodhijevu bivšu djevojku). Johnny je primoran da ide s bandom u njihovu posljednju pljačku ljeta. Pljačka krene u lošem smjeru kad su Grommet, zajedno s policajcem i zaštitarom koji su pokušali spriječiti pljačku, ubijeni. Bijesan zbog Grommetove smrti, Bodhi nokautira Johnnyja i ostavi ga u banci. 
Prkoseći svom šefu, Angelo i Johnny odlaze na aerodrom gdje se Bodhi, Roach i Nathaniel spremaju otići u Meksiko (gdje ih Rosie čeka s Tyler). U pucnjavi su ubijeni Angelo i Nathaniel, a Roach je ozbiljno ranjen. Nakon što je unio Roacha, Bodhi prisiljava Johnnyja da se ukrca na avion držeći ga na nišanu. Jednom u zraku i iznad točke određene za iskakanje, Bodhi i Roach stavljaju padobrane i iskaču iz aviona, ostavljajući Johnnyja da opet preuzme krivnju. Ne našavši padobran, Johnny iskače iz aviona s Bodhijevim pištoljem, uspijevajući ga presresti prije nego što se prizemlji, ali Bodhi ga prisili da baci pištolj da može otvoriti padobran i sigurno se prizemljiti. Pavši na zemlju, Johnnyja izdaju koljena i Bodhi uspijeva pobjeći. Bodhi se susreće s Rosiejem i oslobađa Tyler. Roach umire od rana, a Bodhi i Rosie odlaze s novcem.
Devet mjeseci kasnije Johnny pronalazi Bodhija na Bells Beachu u australskoj državi Viktorija, gdje velika oluja stvara smrtonosne valove. To je događaj koji je Bodhi želio iskusiti, nazivajući ga "50 Year Storm". Nakon brutalne borbe u moru, Johnny uspijeva staviti lisice sebi i Bodhiju. Bodhi moli Johnnyja da ga oslobodi da može zajahati val koji se pojavljuje jednom u životu. Znajući da se neće vratiti živ, Johnny ga oslobađa i gleda s pristiglom policijom kako Bodhi odlazi u smrt. Johnny odlazi, prethodno bacivši svoju policijsku značku u ocean.

## Uloge
- Patrick Swayze - Bodhi
- Keanu Reeves - Johnny Utah
- Gary Busey - Angelo Pappas
- Lori Petty - Tyler Endicott
- John C. McGinley - Ben Harp
- James LeGros - Roach
- John Philbin - Nathanial
- Bojesse Christopher - Grommet
- Lee Tergesen - Rosie
- Julian Reyes - Alvarez
- Daniel Beer - Babbit
- Vincent Klyn - Lupton "Warchild" Pittman
- Chris Pedersen - Bunker Weiss
- Dave Olson - Archbold
- Anthony Kiedis - Tone
- Christopher Pettiet - 15
- Sydney Walsh - Miss Deer
- Peter Phelps - Australian surfer
- Tom Sizemore - Dietz

## Produkcija
Prvobitno su Matthew Broderick i Charlie Sheen trebali nastupiti u glavnim ulogama s Ridleyem Scottom kao režiserom. Nakon što su dobili scenarij, producenti filma su počeli tražiti redatelja. U to je vrijeme izvršni producent James Cameron bio oženjen redateljicom Kathryn Bigelow, koja je upravo završila snimanje filma Plavi čelik i tražila novi projekt.
"Pakleni Val" se izvorno zvao Johnny Utah kad je Keanu Reeves izabran za glavnu ulogu. Studio je mislio da taj naslov vrlo malo govori o surfanju i kad je izabran Patrick Swayze, film su preimenovali u "Riders on the Storm", prema poznatoj rock pjesmi. Međutim, stihovi Jima Morrisona nisu imali ništa zajedničko s filmom te je taj naslov također bio odbačen. Tek je na polovici snimanja filma uzet naslov "Point Break" (engl. point break, break, shore break ili big wave break - trajna prepreka poput koraljnog grebena, kamena, spruda, rta, koja uzrokuje lom valova) zbog važnosti za surfanje.
Reevesu se svidjelo ime njegova lika zato što ga je podsjećalo na sportaše poput Johnnyja Unitasa i Joeja Montane. On opisuje svoj lik kao "totalno opsjednutog kontrolom, a ocean ga udara i izaziva. Nakon nekog vremena sve postaje igra... Postaje amoralan kao bilo koji kriminalac. Gubi granicu između dobrog i lošeg." Swayze je mislio da je Bodhi dosta nalik na njega i da obojica dijele "tu oštrinu divljeg čovjeka."
Dva mjeseca prije snimanja Lorry Petty, Reeves i Swayze su trenirali s bivšim vrhunskim profesionalnim surferom Dennisom Jarvisom na havajskom otoku Kauai. Jarvis se prisjeća: "Patrick je rekao da je bio na dasci par puta, Keanu definitivno nikad prije nije surfao, a Lori nikad prije nije bila u oceanu 'u svom životu'". Snimanje scena surfanja pokazalo se kao izazov za obojicu glumaca: Swayze je slomio četiri rebra. Za mnoge scene surfanja odbio je uzeti kaskadera i nikad ga nije imao za scene borbe ili potjere automobilom. Također je sam odradio scene skakanja padobranom, a instruktor padobranstva Jim Wallace ustanovio je da glumcu to leži i odmah ga počeo obučavati. Naposljetku je glumac napravio 55 skokova za film. Swayze je ustvari temeljio svoj lik na jednom od svojih kaskadera, Darricku Doerneru, vrhunskom surferu. Nakon što je naučio surfati za film, Reevesu se svidjelo surfanje i nastavio se baviti njime kao hobijem.

## Uspjeh na kinoblagajnama
Point Break je izašao 12. srpnja 1991.g. u 1.615 kinodvorana, zaradivši 8,5 milijuna u prvom tjednu, iza filma Terminator 2: Sudnji dan (koji je režirao tadašnji muž Kathryn Bigelow, James Cameron), koji je ušao u drugi tjedan prikazivanja, te filmova 101 Dalmatiner i Boyz n the Hood. S budžetom od 24 milijuna dolara film je zaradio 43,2 milijuna dolara u Sjevernoj Americi i 40,3 milijuna u svijetu, što čini 83,5 milijuna sveukupno.

## Kritike
Film je dobio različite kritike. Roger Ebert mu je dao tri i pol zvjezdice od četiri i napisao: "Bigelow je zanimljiva redateljica za ovaj materijal. Zainteresirana je za način na koji njeni likovi žive opasno iz filozofskih razloga. Oni nisu ljudi od akcije, nego mislioci koji biraju akciju kao način da izraze svoja uvjerenja." U svojem osvrtu za The New York Times Janet Maslin hvali Reevesovu izvedbu: "Puno energije dolazi, iznenađujuće, od Gdina Reevesa, koji pokazuje priličnu disciplinu i domet. Lako se kreće između zakopčane vanjštine koja odgovara policijskoj priči i labavo povezanog nastupa njegovih komičnih uloga." Entertainment Weekly je dao filmu ocjenu "C+", a Owen Gleiberman je napisao da Point Break čini od onih među nama koji ne žive za potragu za ultimativnom fizičkom jurnjavom da se osjećaju kao građani drugog reda. Film pretvara lakomislenu atletsku odvažnost u novi oblik aristokracije." U svom osvrtu za The Washington Post Hal Hinson je napisao: "Puno toga što Bigelow stavlja na filmsko platno potpuno zaobilazi mozak, ulazeći direktno u našu utrobu, crijeva. Scene surfanja su posebno veličanstveno snažne, čak izazivaju strahopoštovanje. Njezin film je gozba za oči, ali mi ne gledamo filmove samo očima. Ona nas zavodi, zatim pita da li želimo biti fufice." Peter Travers iz časopisa Rolling Stone piše: "Bigelow ne može spriječiti da se film ne utopi u moru surferskog govora. Ali bez nje "Pakleni val" ne bi bio ništa više nego izgovor da gledamo zgodne dečke u ronilačkim odijelima." USA Today je dao filmu dvije od četiri zvjezdice, a Mike Clark je napisao: "Njegov čisti organski materijal (zvukovi surfanja, skok padobranom, pucnjava u zatvorenom u sredini) je prvorazredan. Što se tiče stvari koje su još važnije (scenarij, gluma, redateljska kontrola, vjerodostojni odnosi između likova), Pakleni val iznenađuje. Dramski, natječe se s najnižim valom ove godine." Richard Corliss iz časopisa Time je napisao: "Dakle, kako ocijeniti iznenađujuće napravljen film čija se radnja tako bezbrižno pridružuje mačo misticizmu da prijeti da se pretvori u beskrajan očaj? Izgled 10, Pamet 3."
Neki kritičari su uvjeravali da je film Brzi i žestoki (2001.) kopija "Paklenog vala", koji je zamijenio surfanje ilegalnim trkama automobilima.
2006.g. izašlo je posebno izdanje na DVD-u. Entertainment Weekly mu je dao oznaku "B" i napisao: "Stvaranje dokumentaraca (u najboljem slučaju raspravljanje o Swayzeovim skokovima padobranom izvan snimanja - to je stvarno on koji govori "Adios, amigo") ostavit će vas bez daha." Prvi put je izašlo na Blu-rayu kao posebno izdanje, engl. "Pure Adrenaline Edition", 1. srpnja 2008., ali je kasnije prekinuto. "Pakleni val" je ponovo izdao Warner Home Video na Blu-rayu 14. lipnja 2011.

## Nominacije
Na MTV Movie Awards 1992.g. "Pakleni val" je bio nominiran za tri nagrade uključujući "Najpoželjniji muškarac" (Keanu Reeves), "Najpoželjniji muškarac" (Patrick Swayze) i "Najbolja sekvenca" za drugi skok iz aviona. U njoj agent Utah iskače iz aviona bez padobrana da uhvati Bodhija i spasi Tyler. Utah sustiže Bodhija i prislanja mu pištolj uz glavu. Međutim, Bodhi odbija otvoriti padobran i Utah mora odlučiti da li će baciti svoj pištolj (da se može držati i povući traku) ili pustiti da obojica padnu na zemlju.

## Ostavština
"Pakleni val" je bio na popisu u seriji VH1-a "I Love the 90s" u epizodi "I Love 1991". Mnoge poznate osobe, uključujući Dominica Monaghana, Maroon 5, Mo Roccu, Michaela Iana Blacka, Hala Sparksa, i Chrisa Pontiusa, komentirali su film te zašto zaslužuje da ga se uvrsti u epizodu. Entertainment Weekly je svrstao "Pakleni val" na listu "10 najboljih scena surfanja" u kinematografiji.
Film je inspirirao nastanak kultnog kazališnog komada "Point Break Live!", u kojem ulogu Johnnyja Utaha tumači netko iz publike koga biraju aklamacijom nakon kratke audicije. Novi "Keanu" (on ili ona) čita sve svoje dijelove teksta s kartica za trajanja predstave "da uhvati sirovost izvedbe Keanua Reevesa čak i od onih koji se općenito smatraju nesposobnima za glumu."
Pakleni val su parodirali i odali mu počast u britanskoj komediji "Hot Fuzz", gdje je bio osnova za brojne komične scene i nadahnuće za dvojicu glavnih glumaca (policajce).
Scena u kojoj Utah iskače nakon Bodhija bez padobrana svrstana je na sedmo mjesto u časopisu Empire na ljestvici 10 ludih akcijskih sekvenci. Scenu su također testirali na Discovery Channelu u emisiji Razbijači mitova. Utvrđeno je da Utah i Bodhi ne bi bili sposobni izvesti slobodni pad u trajanju od 90 sekundi (kao u filmu), niti mogli razgovarati u zraku. Međutim, utvrdili su da je Utah mogao uvjerljivo dostići Bodhija nakon iskakanja iz aviona.

## Remake
Remake filma pripremaju produkcijska kuća Alcon Entertainment i Warner Bros. Scenarij će napisati Kurt Wimmer koji će ga producirati zajedno s Broderickom Johnsonom, Andrewom Kosovom, Michaelom DeLucom, Johnom Baldecchijem i Chrisom Taylorom.

## Glazbeni zapis filma
- Ratt – "Nobody Rides For Free"
- Concrete Blonde – "I Want You"
- The Jimi Hendrix Experience – "If 6 Was 9"
- School of Fish – "Rose Colored Glasses"
- Public Image Ltd. – "Criminal"
- Shark Island – "My City"
- Love – "7 and 7 Is"
- Loudhouse – "Smoke on the Water"
- Westworld – "So Long Cowboy"
- Little Caesar – "Down to the Wire"
- L.A. Guns – "Over the Edge"
- Liquid Jesus – "7 and 7 Is"
- Wire Train – "I Will Not Fall"
- Ice-T – "Original Gangster"
- Mark Isham – "Foot Chase"
- Sheryl Crow – "Hundreds of Tears"

### Album s partiturama
7. veljače 2008.g. izašle su partiture za glazbu iz filma, koje je izdala kuća La-La Land Records, uključujući partiture kompozitora Marka Ishama. Ovo izdanje je bilo ograničeno na 2000 primjeraka i sadrži 65 minuta s bilješkama Dana Goldwassera koje uključuju komentare Kathryn Bigelow i Marka Ishama.